# Passatge dels Escudellers
El Passatge dels Escudellers és un carrer del Barri Gòtic de Barcelona, del qual els edificis que fan cantonada amb el carrer dels Escudellers, 8 i 10 estan catalogats com a bé cultural d'interès local i bé amb elements d'interès (categoria C), respectivament.

## Història
El 1859, el fabricant Pere Manté i Gual i l'impressor Narcís Ramírez i Rialp van adquirir en emfiteusi la casa Puiggener, propietat del marquès de Castelldosrius, amb la intenció d'enderrocar-la i obrir-hi un passatge. Com que el marquès havia instituït una servitud de no edificar al darrere de la casa veïna del núm. 8, Manté i Ramírez van haver de pactar amb els seus propietaris la cessió de dues petites parcel·les adjacents i el pagament de 2.500 duros.

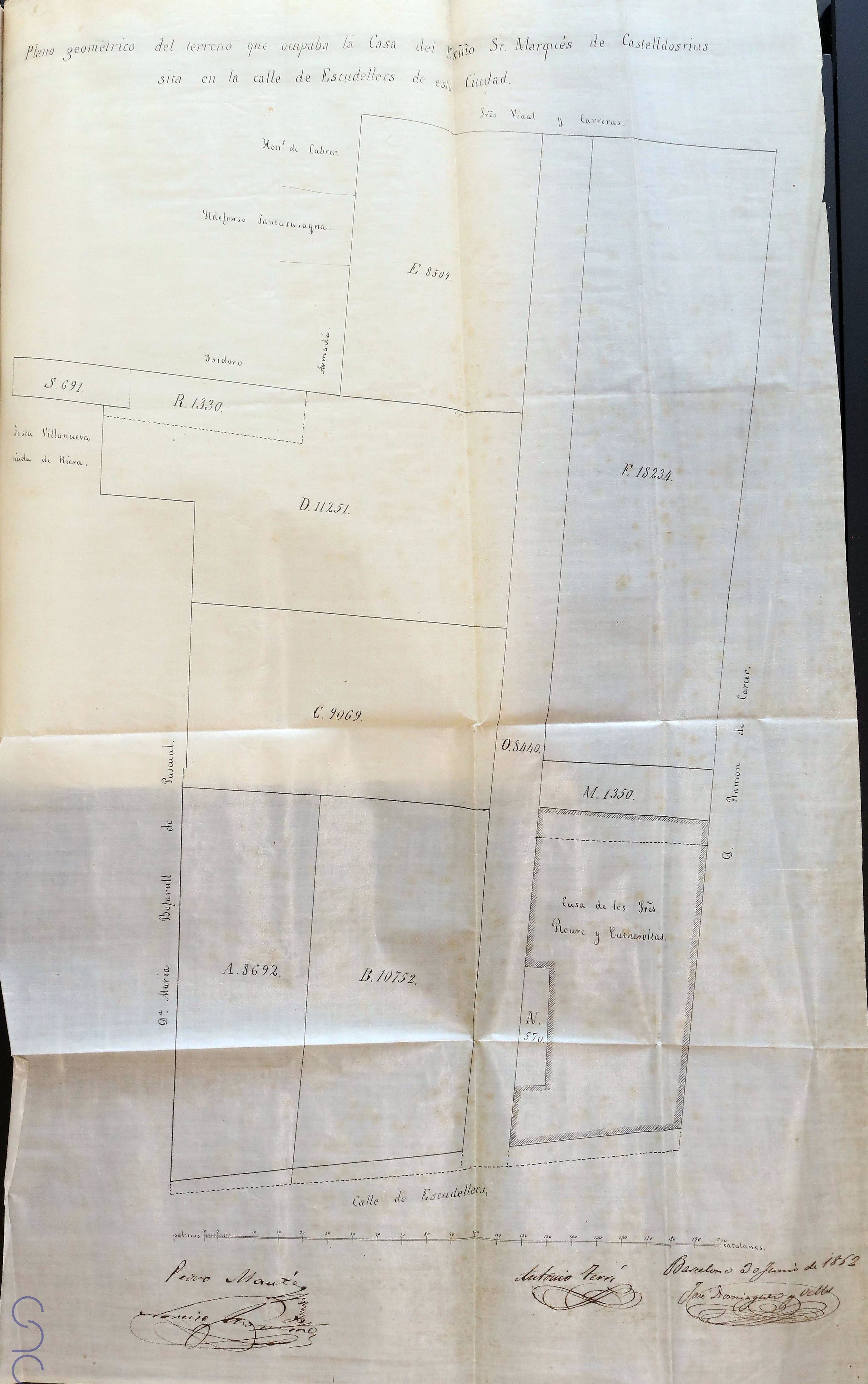
Projecte de reparcel·lació del passatge

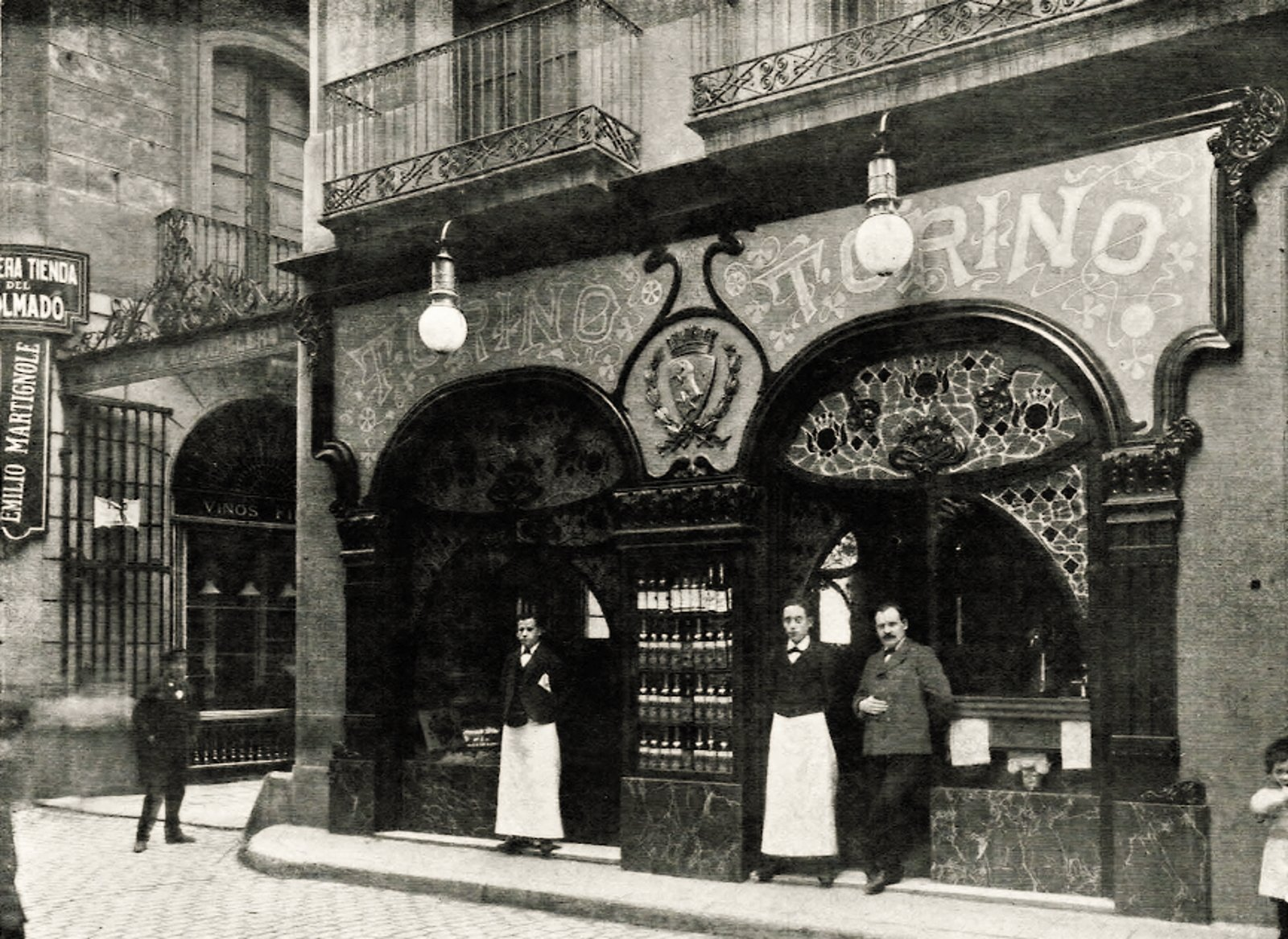
Bar Torino i la reixa del passatge

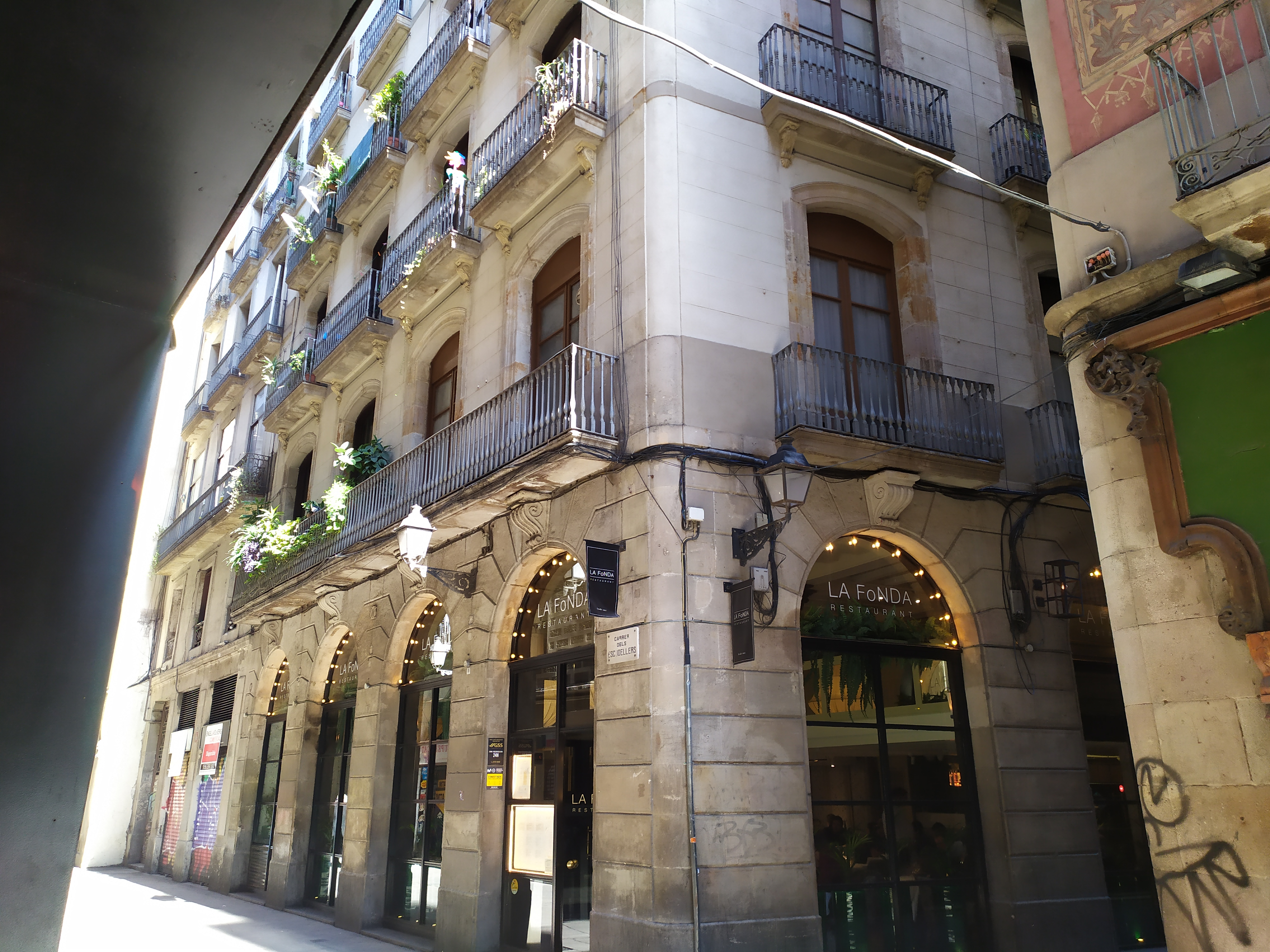
Casa Magí Soler i Gelada

El 1861, van demanar permís per a construir un edifici al solar B (Escudellers, 10 i Ptge. Escudellers, 1) resultant de la reparcel·lació, segons el projecte del mestre d'obres Josep Calçada, i l'any següent vengueren la propietat al notari Magí Soler i Gelada per 28.000 lliures. A la mateixa època, Calçada s'encarregà de l'edifici del solar E (Ptge. Escudellers, 7), propietat de Pere Manté.
El 1862, el solar A (Escudellers, 10 bis) fou adquirit per la indiana Manuela Xiqués i Romagosa (1808-1898), natural de l'Havana i vídua del cubà Roque Jacinto Llopart Asúa (1798-1846), que n'encarregà el projecte al mestre d'obres Felip Ubach. El C (Ptge. Escudellers, 3) ho fou per Marcel·lí Moner, que encarregà el projecte al mateix Calçada i a Josep Domínguez. El 1864, Manté va demanar permís per a construir un altre edifici al solar D (Ptge. Escudellers, 5), segons el projecte del mestre d'obres Francesc Batlle.
El 1862, Ramírez va fer construir una casa-fàbrica al solar F (actual núm. 4), segons el projecte del mestre d'obres Antoni Valls i Galí, on va traslladar la seva impremta, actualment desapareguda.